# باشبیرو
باشُبیرو نام یک داستان بلند اثر محمود دولت‌آبادی می‌باشد. دولت‌آبادی نگارش این داستان را در سال ۱۳۴۷ آغاز و در سال ۱۳۵۰ به پایان رسانید. این کتاب در سال ۱۳۵۱ توسط انتشارات گلشایی منتشر شد.